# Mankanahalli, Sakleshpur
Mankanahalli là một làng thuộc tehsil Sakleshpur, huyện Hassan, bang Karnataka, Ấn Độ.